# Axel Reenstierna
Graf Axel Reenstierna (* 6. Juli 1695 in Norrköping; † 16. Februar 1730 in Stockholm) war ein schwedischer Hofrat und Diplomat. 

## Leben
Axel Reenstierna entstammte der ursprünglich aus Aachen stammenden Familie Reenstierna, die 1669 in den schwedischen Adelsstand erhoben wurde. Er war Sohn von Jacob Reenstierna (genannt „der Jüngere“; 1659–1716). Am 27. August 1719 heiratete er Margareta Elisabet geborene Sparwenfeld (1701–1764), eine Tochter des Zeremonienmeisters Johan Gabriel Sparwenfeld. Zu den gemeinsamen Kindern gehörte der spätere Gouverneur Fredrik Ulrik Reenstierna (1722–1783).
Reenstierna wurde 1719 zum schwedischen Minister beim Niedersächsischen Reichskreis ernannt; ab 1720 war er zusätzlich Resident bei den Hansestädten in Hamburg. 1727 wurde er zum schwedischen Hofrat befördert und designierter schwedischer Resident an der Hohen Pforte in Konstantinopel. Er starb 1730 in Stockholm.